# ANK免疫細胞療法
ANK免疫細胞療法（英: Amplified Natural Killer Therapy）（別名、ANK療法、活性化自己リンパ球移入法等）は、NK細胞を体外に取り出し刺激を与えて活性化を高め、増殖させる特殊な培養を行い、がん細胞を攻撃する役割のNK細胞の機能を特異的に上げて、体内に戻すとする治療法である。一般にすべてのがんが対象になる。この療法をビジネス化しているリンパ球バンクの説明によれば、基本的には、最大活性化されたNK細胞が、多くの癌センサーを用いて、がん細胞を見分け認識し攻撃するという理論にもとづくとされる。

## 概要
免疫細胞療法は、LAK療法として米国政府研究機関NIHが基礎を確立し、大規模な臨床試験によりNK細胞療法の有効性を証明したとされる。しかし、日本では米国法LAK療法を極端にスケールダウンし、注射器で20～50ml程度の採血から培養をスタートする一般的な免疫細胞療法が普及した。その結果、LAK療法は当初言われたほどの効果がない、という風評が広がった。今日でも様々なブランド名で実施されているが、ほとんどの場合、20～50ml採血、2週間培養（血液バッグに入れて静置するだけ）、点滴後ほとんど免疫反応がない、とほぼ同じパターンである。
ATL症例にてANK療法後の長期生存を確認した論文が掲載された。ANK療法を第一治療とした4例は完全寛解後、5年間の生存が確認され、ATLの治療を必要としなかった。標準治療が確立していないATLでこの実績は目を見張るものがある

### 古い免疫療法は効果なし
この今までの免疫細胞療法（LAK療法、NK療法)は、第3世代（1980年‐）の療法であって、学問的には終わっている古い療法であり（2024年現在では2010年以降のオプジーボ、遺伝子改変T細胞療法などの第5世代に進んでいる）、それを自費クリニックなどが非常に高い値段で売りつけている実態があると、腫瘍内科医・押川勝太郎は警告する。すでに2010年11月16日の朝日新聞は「がんの免疫療法 高額なのに効果未知数」の見出しで大きな紙面を割き、「研究40年進まぬ臨床試験 有効性示せず保険適用なし」とし問題視していた。押川はこの療法が何年たっても結果証明できないのは「無効」だから、あるいは「無効と証明されるのが都合が悪いから」かと疑問を呈している。また、クリニックでは治療した患者の再発追跡調査も行っておらず、再発予防データないのに予防できるかのように宣伝している実態も報道されている。報道ではこの療法を専門にする「瀬田クリニックグループ」は、当時で1万1千人に治療したと謳っているにもかかわらず、全く結果は出せておらず、押川は「効果が出せないことを白状しているようなもの」と論評した。また、第5世代の免疫チェックポイント阻害剤（オプジーボ）は保険適用となり、その基礎であるPD-1を発見した本庶医師はノーベル医学賞を受賞した。しかしながら免疫チェックポイント阻害剤は元々癌殺傷能力の引いT細胞の癌細胞攻撃寛容を促すだけのものであり保険適用になったものの延命効果が認められただけである。実際、分泌型バリアントが出てきて免疫チェックポイント阻害剤はすぐ無効になることが知られている。オプジーボや他の免疫チェックポイント阻害剤は保険適用と言っても抗がん剤や他の治療が無効になった方への適用である。つまりは最後の延命を図る治療。さらにオプジーボがブロックするPD-1以外にも免疫チェックポイントは多数見つかっており単独の部分をブロックしても効果は一過性である事も知られている。

## ジャーナリストによる取材
ジャーナリストである岩澤倫彦によれば、2020年3月現在、日本では300以上のクリニックで、「活性化リンパ球療法」「樹状細胞療法」「ネオアンチゲン免疫治療」「がんペプチドワクチン」などの名称で、多種多様な自由診療の免疫療法が行われている。進行がんでは世界的にも最高レベルにある日本の「標準治療」ですら限界があるため、そこに着眼した自由診療を謳う多くのクリニックにより安全性・有効性ともに確立されておらず標準治療として認められていない治療法が患者に施されている現状がある。その実態を把握するため現在、厚生労働省は再生医療等安全性確保法を施行し、届出承認を義務付けている。このANK免疫細胞療法も法に則り行われている。さらに効果についても報告を行なっている。

### 岩澤倫彦による取材
自由診療の説明会を10ヶ所以上取材してきた岩澤によると、ANK療法の説明会では、転移がんのため標準治療でも末期状態となり、ホスピスへ行く前の患者にANK療法を施したところ、がん細胞が全滅し、12年以上、元気に暮らした患者の例などが紹介される。スクリーンに劇的な効果を示すCT画像が次々と映し出されるとともに説明され、さらに他の療法は効果が乏しいという。前述通り、古い免疫療法は樹状細胞やT細胞を主体とした療法である。これらの細胞は感染免疫の担当でありがん免疫に不向きである。これらの古い免疫療法は大学病院などでの臨床試験の結果、効果が不十分とされた。
＊ANKがん免疫療法は、保険診療適用に向け協議が進んでいる。特に成人T細胞白血病に関してのイギリスのブリティッシュメディカルジャーナルという医学雑誌掲載の論文は海外で高い評価を受けており、この疾患の保険診療適用が協議中である。
＊手術や抗がん剤により癌のボリュームを減らして、癌幹細胞ごとANK療法で癌を消滅させる事は理にかなっている。決して抗がん剤との同時併用ではない。抗がん剤はNK細胞も殺傷してしまうからである。抗がん剤治療が終了してからのANKがん免疫療法を行うことが絶対である。

### 勝俣医師と石井クリニックの個人的な紛争
石井クリニックにはANKがん免疫療法で長期生存している患者達がこの療法を広めるべきだとANK患者会を設立していたのは特筆すべき点である。
末期癌が全て助かる訳ではなく、ANKがん免疫療法で助かった例が多くあるのは事実であり、勝俣医師が少数例を捉えて効果を論じるのは、木を見て森を見ずであろう。
少なくとも、他の昔の免疫療法よりは効果があり、その事は厚生労働省に毎年報告をして明らかである。

## 機序
この療法を推進する企業・リンパ球バンクによると、免疫細胞は多種類存在し、そのほとんどがウイルスや細菌などを認識・攻撃するが、がん細胞は本人の細胞であって異物ではないため認識・攻撃ができない。こうした数ある免疫細胞の中でも、複雑なセンサー群を多数または多様に備え、がん細胞を見つけ攻撃する能力のあるNK細胞を、がん攻撃に利用する単純ながん治療だとする。

## 歴史
深刻な急性感染症に感染した進行がん患者に、非常に強い免疫刺激が加わった場合に、がんが消失して再発せずに一見完治したかに見える現象が古くから知られていた。このため、免疫にはがんを克服する能力があると考えられてきた。免疫細胞の一種であるT細胞のごく一部が、がん細胞を傷害することは知られていたが、その中でもごく特定の一部のT細胞が、ごく特定のがん細胞のみを攻撃するだけであり、「完治」という現象を説明するに足りるものではなく、さらにがん殺傷能力を備えた免疫細胞が存在するはずだと考えられてきた。
そこで健康な被治験者の血液に強い免疫刺激を加えた後、多種類のがんの標本細胞を投入する実験が繰り返された。その結果、活性が高いという条件で、あらゆるがん細胞を出会った瞬間に直ちに攻撃し、かつ正常細胞は傷つけない性質をもつリンパ球（免疫細胞）が発見される。これを「自然免疫に属する殺し屋」という意味で「ナチュラルキラー細胞」と名付け、略してNK細胞とも呼ばれるようになった。
NK細胞は培養が難しかったが、アメリカ国立衛生研究所（NIH）は、「培養が難しいならば大量に採取すればいい」との発想に基づき、一人の患者から3日がかりで延べ数十ℓの血液を体外に循環させ、リンパ球を分離採取。体外に採り出したNK細胞を含むリンパ球集団に大量のインターロイキン2を加えて刺激を与えた（インターロイキン2を進行がんへの直接大量投与で、がんが消失できることは分かってた。が同時に副作用は激しく使用が困難であった）。
NK細胞は培養条件が非常に難しく自爆をするため、扱いが困難であった。このため一緒にいるT細胞が爆発的な速度で増殖し過ぎる前に、培養期間を3日以内に制限して、活性化したNK細胞を体内に戻す方法が考案された。これを抗がん剤が効かなくなった進行がん患者数百人全員に投与し、何らかの効果が観察された。この臨床試験によりNK細胞を用いる免疫細胞療法の有効性が証明されたとされる。
この臨床試験を指揮したNIHの医学博士ロッテからNK細胞のさらに実用的な培養技術について相談を受けた京都大学の研究者と、その共同研究者の2人のさらなる研究により、NK細胞だけを増殖させる「活性化と選択的増殖」培養技術を実地にがん治療に使えるレベルで実現した。これを活性化と増殖の両方の意味を込めて（Amplified = 増強された）、ANK自己リンパ球免疫療法（ANK療法）と名付けた。

### 森永卓郎さん、竹原慎二さんの体験談
2024年2月には、「原発不明がん終末期」と診断され、抗がん剤を使用できない状況となった経済評論家の森永卓郎が、標準治療であるオプジーボとともに一般の免疫細胞療法を受けていることを明らかにした。自由診療のため、費用負担は、1か月で100万円以上かかった。ANK療法は1クール約480万円かかるし、オプジーボとは併用しないためANK療法ではない。森永氏は原発不明癌末期であり、原発がわからないので抗がん剤の選択ができない。保険診療では治療が困難であったと語っている。
元ミドル級ボクシング世界チャンピオンの竹原慎二氏はYouTubeで ステージ4の膀胱癌でANK療法を受けた事を語っている。2025年現在、11年経過して再発なく元気に活動を行なっている。

## ANK免疫療法の趣旨
リンパ球バンクの公式サイトによると、日本の公的医療制度は非常に複雑で大きなシステムであるため、新しい変化には弱く、欧米では、がんの治療薬の主流は分子標的薬であり、従来型の抗がん剤はむしろ脇役に過ぎないが、「この薬は海外では標準なので私にも使ってください」と日本の保険診療の医師に頼み込んでも「保険診療のルールに載っていない」のでどうしようもないなどと、あたかも日本の保険診療のために立ち遅れているかの説明がなされ、標準治療を受ける前提で、同時並行で保険診療を補う自由診療の選択肢も検討するよう推奨されている。さらに、ANK療法について病状に合わせて具体的な治療方針について医療相談を受けられるのは、ANK療法実施医療機関として国に届出を受理された医療機関だけであり、ANK療法以外の免疫細胞療法を行っている医療機関は全国に1000ケ所近くあるが、それらを「一般法」だと一ひとくくりにして別物であると強調し、そこではANK免疫療法の説明や治療を受けることは認められていないとしている。また、ANK療法を受けられる医療機関は厚生労働省の公式サイトに記載されているものの、一覧にはなっておらず、膨大なページの中から見つけるのも困難であるとし、直接リンパ球バンクへ連絡するよう呼び掛けている。
がんの部位は問わず、年齢不問で実施医師との面談は「早ければ早いほどいい」とする。90歳代の治療実績もあるとする。白血病では、培養器にがん細胞が混入するため、混入がん細胞が培養中に増殖する一般の免疫細胞療法は実施不可だが、ANK療法では、条件によっては培養中にANK細胞が混入がん細胞を一掃できるため治療可能なことがあり、著効症例報告が国際論文に発表したとする。抗がん剤や放射線療法によってNK細胞が傷つく前にANK療法の培養を済ませて凍結保管し、抗がん剤や放射線療法によってがん細胞の総数を減少させた後に、ANK療法で残存がん細胞にとどめを刺すのが理想的だとする。但し、抗がん剤や放射線療法を受けられた後でも治療は可能とする。

## リンパ球バンク株式会社の説明
腫瘍が1個しかない場合は、手術で取り去ることで、ほぼ大丈夫である。問題は、「がん幹細胞」が飛び散ってしまっている場合で、飛び散ったがん幹細胞を直接みつける手段はなく、画像診断では確認できず、腫瘍マーカーも正常で自覚症状がなくても、実際には転移している可能性があり、やがて腫瘍が大きくなって初めて画像で確認できる段階で再発や転移の診断となる。保険診療の枠組みだけでは、ステージ4のような再発転移に至る状況では延命を目的とした治療しかできなくなる。手術、放射線、重粒子線や陽子線など局所療法ではがん幹細胞の除去は不可能だ。最新の免疫チェックポイント阻害薬でも、主にT細胞の活性を復活させるだけで、NK細胞は活性化されない。T細胞は、がん幹細胞をほとんど認識攻撃できない。がん患者にとって、手強いのは再発転移であり、その種となるのががん幹細胞、さらに体内に飛び散ったがん幹細胞を傷害できるのはNK細胞以外なく、そのための重要な切り札であるとしている。

## 検査
一般のがん治療と同じ検査法。
- 画像診断
- 腫瘍マーカー
- 臨床症状の経過観察
- 特殊検査

## 治療
1クール単位で週2回を原則とし、計12回の点滴を行う。すべて自由診療。治療費は各医療機関にて設定されているため、各医療機関により異なる。

## なぜ保険診療とならないのか
リンパ球バンクは保険診療とならない理由として、治療効果の問題ではなく、新しいタイプの医療であるため「該当する法律がなかった」のが理由だとしていたが、再生医療等安全性確保法が施行され、厚生労働省届出承認の治療法となった。さらに健康保険適応となるよう承認申請の準備を進めている。

## 副作用
治療開始後、悪寒や体温上昇がある。免疫レベルが低下しているほど初回に熱のピークが数回来る場合がある。一般に活性化されたNK細胞免疫が点滴される1回目に体温上昇が激しく２回目以降に落ち着いて行く。体温上昇以外の免疫副反応の症状、関節の痛み、吐き気、頭痛、初回、2回目に症状を訴える場合が多い。一過性。

## 注意事項
- 呼吸器系の疾患
- 解熱剤は早い段階では使わない

## 問題点
自由診療で治療費が高く、治療を受けられる人が限られる。保険診療適用が待たれる。